# Asbecesta purpureipennis
Asbecesta purpureipennis is een keversoort uit de familie bladkevers (Chrysomelidae). De wetenschappelijke naam van de soort werd in 1959 gepubliceerd door Gilbert Ernest Bryant.